# Evghenie Rodionov
Evghenie Rodionov (în rusă Евгений Александрович Родионов, transliterat: Evgheni Aleksandrovici Rodionov; n. 23 mai 1977, Chibirley⁠(d), Kuznetsky District, Penza Oblast⁠(d), RSFS Rusă, URSS – d. 23 mai 1996, Republica Cecenă Icikeria) a fost un tânăr soldat rus devenit cunoscut postum pentru refuzul de a renunța la credința ortodoxă și la crucea creștină în timpul captivității în Primul război cecen. Venerat informal ca martir de mulți credincioși ortodocși ruși, este considerat un simbol al fidelității față de Hristos.

## Biografie
Evghenie Rodionov s-a născut la 23 mai 1977 în satul Kurilovo, regiunea Moscova. A fost singurul copil al unei familii ortodoxe și a fost botezat în copilărie. În 1989, bunica sa l-a dus pentru prima dată la spovedanie, ocazie cu care un preot i-a dăruit o cruce. De atunci, Rodionov a purtat crucea în permanență.
După absolvirea școlii, a lucrat ca tâmplar, iar la 25 iunie 1995 a fost înrolat în Armata Rusă. În ianuarie 1996 a fost trimis la un post de graniță în Cecenia.

## Captivitatea și moartea
La 13 februarie 1996, Evghenie și alți trei soldați au fost capturați de combatanți ceceni în timpul unei patrule de noapte. Au fost ținuți captivi timp de aproximativ 100 de zile.
În ziua în care împlinea 19 ani, cei care l-au capturat i-au cerut să renunțe la credința sa și să se convertească la islam. A refuzat și a fost decapitat. Mama sa, Liubov Rodionova, a descoperit locul îngropării cu ajutorul rebelilor locali, după ce a plătit o răscumpărare de aproximativ 10.000 de dolari. În groapă, a găsit crucea fiului ei, pătată cu sânge.

## Cult și venerație
Deși Biserica Ortodoxă Rusă nu l-a canonizat oficial, Rodionov este venerat de mulți ca „sfânt neoficial”. Imaginea sa apare în icoane purtate de soldați sau plasate în biserici, unde se spune că ar fi avut loc fenomene precum izvorârea de mir.
Într-o capelă din Munții Altai, o icoană cu chipul său ar fi început să plângă mir chiar înainte de un cutremur – fenomen interpretat ca un semn divin. Mulți soldați poartă carduri laminate cu imaginea sa și o rugăciune inscripționată:
„Mucenicul Tău, Evghenie, Doamne, în suferințele sale a primit o cunună nepieritoare de la Tine, Dumnezeule, pentru că având puterea Ta, a biruit pe chinuitorii săi și a înfrânt trufia demonilor. Prin rugăciunile lui, mântuiește sufletele noastre.”
Mama sa a afirmat: „Oamenii par să aibă nevoie de Evghenie acolo unde viața e grea – în închisori, în armată, unde credința este pusă la încercare.”

## Receptare postumă
Povestea lui Rodionov a fost relatată pe larg în presa internațională. Articolul din *The New York Times* (21 noiembrie 2003) subliniază popularitatea crescândă a cultului său, în ciuda opoziției oficiale a Bisericii față de canonizările spontane. Portretul său este frecvent reprezentat în icoane religioase, adesea cu aură, în poziție de soldat sau mucenic.
În *The Telegraph* (24 ianuarie 2004), mama sa afirmă că fiul ei a fost trădat de autorități și că singurul care l-a susținut a fost Dumnezeu. Aceasta a petrecut zece luni printre rebeli, căutându-l, și spune că sacrificiul fiului ei este un simbol pentru toți cei uitați de stat.